# 디바이스 베이
디바이스 베이(Device Bay)는 1997년 컴팩, 인텔, 마이크로소프트가 공동으로 개발한 표준으로, 하드웨어 장치들을 추가하고 제거하고 공유하는 단순한 방법이다. 원래 1998년 하반기에 선보일 예정이었던 디바이스 베이는 완성된 적이 없으며 오랫동안 버림을 받았다. 공식 웹사이트는 2001년 중순에 사라졌다.
USB와 파이어와이어 등 당시의 신기술을 활용하던 디바이스 베이는 플러그 앤드 플레이를 사용함으로써 PC로부터 장치를 추가하고 제거하는 일을 더 쉽게 만드는 것이 목적이었다. 하드 드라이브, CD/DVD-ROM 드라이브, 왿오 장ㅊ, 모뎀 등의 주변기기들이 케이스를 열 필요 없이, 또 PC를 끄지 않더라도 PC에 부착할 수 있게 하는 방식이었다. 장치들은 또한 전원이 켜져있는 동안에 PC로부터 제거가 가능하였다. 이러한 일은 운영 체제 안에서 소프트웨러를 통해 처리하는 것도 가능하였다. 디바이스 베이의 다른 장점은 데스크톱과 노트북 컴퓨터 간에 특정한 장치들의 스와핑이 가능했다는 점이었다.
HP는 개인용 컴퓨터에 개인 스토리지를 확장하기 위한 디바이스 베이의 개념을 사용하는 PC 라인을 출시했으며 이들을 "HP Personal Media Drives"로 마케팅했다. 이 드라이브/베이는 주로 HP 미디어 센터 PC에서 주로 사용이 가능하다.